# 무사시코스기역
무사시코스기역(일본어: 武蔵小杉駅, むさしこすぎえき)은 일본 가나가와현 가와사키시 나카하라구에 있는 동일본 여객철도와 도쿄 급행 전철의 철도역이다.

## 이용 가능한 철도 노선
- 동일본 여객철도 (JR 동일본)
  - 난부 선
  - 요코스카 선 (정식으로는 도카이도 본선(힌카쿠 선))
  - 쇼난 신주쿠 라인 (정식으로는 도카이도 본선(힌카쿠 선))
- 도쿄 급행 전철
  - 도요코 선
  - 메구로 선 (정식으로는 도요코 선)

## 역 구조

### 동일본 여객철도
- 개찰구는 난부 선 승강장 쪽에 3개 있으며(북 출구, 서 출구, 동 출구) 요코스카 선, 쇼난 신주쿠 라인 승강장 쪽에 3개 있다(신 남 출구(요코스카 선 출구)).
- 난부 선 승강장과 요코스카 선, 쇼난 신주쿠 라인 승강장을 있는 연락 통로는 400미터 정도이다. 이 연락 통로는 가설이며, 2011년의 완성을 목표로 공사가 진행 중이다.

난부 선
- 상대식 승강장 2면 2선

요코스카 선, 쇼난 신주쿠 라인
- 섬식 승강장 1면 2선

#### 타는 곳
| 1 | 난부 선                               | 가시마다·가와사키 방면                                   |
| 2 | 난부 선                               | 무사시미조노쿠치·노보리토·후추혼마치·다치카와 방면       |
| 3 | 요코스카 선                           | 요코하마·오후나·즈시·구리하마 방면                       |
| 3 | 쇼난 신주쿠 라인 · (요코스카 선 직통) | 요코하마·오후나·즈시 방면                                |
| 3 | 쇼난 신주쿠 라인 · (도카이도 선 직결) | 요코하마·오후나·히라쓰카·오다와라 방면                   |
| 3 | 특급 나리타 익스프레스                | 요코하마 방면                                            |
| 4 | 요코스카 선 (소부 쾌속선 직통)        | 시나가와·도쿄·지바·나리타 공항·가시마진구 방면           |
| 4 | 쇼난 신주쿠 라인                      | 시부야·신주쿠·이케부쿠로·오미야・오야마・우스노미야 방면 |
| 4 | 특급 나리타 익스프레스                | 나리타 공항 방면                                         |
| 4 | 사이쿄선직통                          | 시부야·신주쿠·이케부쿠로·무사시우라와 ·오미야 방면       |

### 도쿄 급행 전철
- 2면 4선 쌍섬식 승강장의 고가역이며, 두 노선 모두 스크림도어가 설치되어 있다.

#### 타는 곳
| 1 | ■ 도요코 선 | 히요시·기쿠나·요코하마 방면 ■미나토미라이 선 직결 모토마치 중화가 방면 |
| 2 | ■ 메구로 선 | 히요시 방면 |
| 3 | ■ 메구로 선 | 오오카야마 · 메구로 · 시로카네다이 · 시로카네타카나와 방면 ○ 난보쿠 선, 사이타마 고속철도선 직결운행 고마고메, 아카바네이와부치, 우라와미소노 방면 ○ 도영 지하철 미타 선 직결운행 미타, 오테마치, 니시타카시마다이라 방면 |
| 4 | ■ 도요코 선 | 지유가오카·나카메구로·시부야 방면 후쿠토신 선 직결 운행 신주쿠 3초메·이케부쿠로·와코시 방면 세이부 선 직결 운행 도코로자와 방면, 도부 철도 도조 선 직결 운행 가와고에시 방면                                              |

## 이용 현황
동일본 여객 철도
2008년도의 1일 평균 승차 인원수는 77,193명이었다.
도쿄 급행 전철
도요코 선 - 2008년도의 1일 평균 승강 인원수는 163,770명이었다.
메구로 선 - 2008년도의 1일 평균 승강 인원수는 42,052명이었다.

## 역사
- 1927년 11월 1일 - 난부 철도 가와사키역 - 다치카와역 간의 개업시에 그라운드 앞 정류소(일본어: グラウンド前停留所)가 개업.
- 1944년 4월 1일 - 난부 철도의 국유화에 의해 일본국유철도 난부 선의 무사시코스기 역이 된다(역에 승격).
- 1945년 6월 16일 - 도쿄 급행 전철 도요코 선의 역이 개업.
- 1987년 4월 1일 - 국철 분할 민영화에 의해 일본국유철도의 역은 동일본 여객철도의 역이 된다.
- 2000년 8월 6일 - 도쿄 급행 전철 메구로 선의 역이 개업.
- 2010년 3월 13일 - 동일본 여객철도 요코스카 선의 역이 개업.

## 인접한 역
| 동일본 여객철도 난부 선          | 동일본 여객철도 난부 선                                     | 동일본 여객철도 난부 선            |
| -------------------------------- | ----------------------------------------------------------- | ---------------------------------- |
| JN 06 무카이가와라 가와사키 방면 | 난부 선                                                     | JN 08 무사시나카하라 다치카와 방면 |
| 동일본 여객철도 도카이도 본선    |                                                             |                                    |
| 니시오이 도쿄 방면               | 요코스카 선                                                 | 신카와사키 구리하마 방면           |
| 오사키 신주쿠 방면               | 쇼난 신주쿠 라인 특별쾌속, 쾌속 (다카사키 선 - 도카이도 선) | 요코하마 즈시 방면                 |
| 니시오이 신주쿠 방면             | 쇼난 신주쿠 라인 완행 (우쓰노미야 선 - 요코스카 선)         | 신카와사키 즈시 방면               |
| 도쿄 급행 전철 ■ 도요코 선       |                                                             |                                    |
| 지유가오카 시부야 방면           | ■ 도요코 선 특급, 통근특급                                  | 히요시 요코하마 방면               |
| 다마가와 시부야 방면             | ■도요코 선 급행                                             | 히요시 요코하마 방면               |
| 신마루코 시부야 방면             | ■도요코 선 완행                                             | 모토스미요시 요코하마 방면         |
| 다마가와 메구로 방면             | ■메구로 선 급행                                             | 히요시 히요시 방면                 |
| 신마루코 메구로 방면             | ■메구로 선 완행                                             | 모토스미요시 히요시 방면           |